# Efecto de sobrejustificación
El efecto de sobrejustificación ocurre cuando un incentivo externo esperado (como dinero o premios) disminuye la motivación intrínseca de una persona para realizar una tarea. La sobrejustificación es una explicación para un fenómeno denominado desplazamiento motivacional (motivational crowding out). El efecto general que tiene entregar una recompensa por una actividad que antes no la tenía implica un cambio hacia la motivación extrínseca y una disminución de la motivación intrínseca preexistente. Una vez que las recompensas dejan de entregarse, las personas pierden el interés en la actividad y su motivación intrínseca anterior no regresa; además, se deben ofrecer constantemente recompensas extrínsecas a modo de motivación para mantener la actividad.

## Evidencia experimental
El efecto de sobrejustificación se ha demostrado ampliamente en diversos entornos. En una de las primeras demostraciones de este efecto (1971), Edward Deci y sus colegas realizaron un experimento donde expusieron a dos grupos con un interés similar por resolver un puzle a dos condiciones diferentes. El grupo de control no recibió pago durante los tres días de la actividad, mientras que el grupo experimental recibió un pago solo el día 2. Los participantes tenían un descanso en medio de cada sesión y aquí podían realizar cualquier actividad de su agrado. Los resultados mostraron que el grupo experimental dedicó una cantidad de tiempo significativamente mayor que el grupo de control en la resolución del puzle durante su tiempo de descanso durante el día 2, cuando recibieron el pago; sin embargo, esta dedicación fue significativamente menor que el grupo de control el día 3, cuando no recibieron un pago. Esto se interpretó como una evidencia de que la recompensa monetaria extrínseca redujo significativamente la motivación intrínseca para realizar la tarea.
Los investigadores de la Universidad Metodista del Sur realizaron un experimento con 188 estudiantes universitarias donde midieron el interés continuo de las participantes en una tarea cognitiva (un juego de palabras) después su desempeño inicial bajo diferentes incentivos. Las participantes se dividieron en dos grupos. A los miembros del primero se les informó que recibirían un pago de acuerdo a su rendimiento: las jugadoras sobre el promedio recibirían más dinero, mientras que las jugadoras bajo el promedio recibirían menos. A los miembros del segundo grupo se les informó que solo se les pagaría por completarlo. Su pago dependía de la cantidad de repeticiones o la cantidad de horas dedicadas. Posteriormente, se informó a la mitad de los sujetos de cada grupo que ellas habían tenido un rendimiento superior y a la otra mitad que ellas habían tenido un rendimiento inferior, sin importar el desempeño real de cada sujeto. Los miembros del primer grupo demostraron en general un mayor interés en el juego y continuaron la actividad por una mayor duración que los miembros del segundo grupo. Las "superiores" continuaron jugando por más tiempo que las "inferiores" en el primer grupo; sin embargo, las "inferiores" continuaron jugando más que las "superiores" en el segundo grupo. Este estudio mostró que cuando las recompensas no reflejan el rendimiento, las recompensas mayores producen una menor motivación intrínseca. Sin embargo, cuando las recompensas reflejan el rendimiento, las recompensas mayores producen una mayor motivación intrínseca.
Richard Titmuss sugirió que pagar por las donaciones de sangre podría reducir la cantidad de donantes. Para probar esto, se realizó un experimento de campo con tres enfoques. En el primer enfoque, los donantes no recibieron compensación. En el segundo, los donantes recibieron un pequeño pago. En el tercero, los donantes podían optar entre recibir un pago o entregar una contribución de valor equivalente a la caridad. Los tres enfoques no incidieron en la cantidad de donantes hombres; sin embargo, el segundo enfoque disminuyó prácticamente a la mitad la cantidad de donantes mujeres. Sin embargo, la posibilidad de realizar una contribución a la caridad eliminó por completo este efecto.

## Teorías
Según la teoría de la autopercepción, una persona infiere causas sobre su propio comportamiento basándose en imposiciones externas. La presencia de una imposición fuerte (como una recompensa) podría hacer pensar a la persona que está realizando dicho comportamiento solo por la recompensa, lo que cambia su motivación de intrínseca a extrínseca.
Algunos estudios de laboratorio en la década de 1970 indican que los individuos que recibían recompensas extrínsecas mostraban una motivación intrínseca reducida. Deci y sus colegas (por ejemplo, Deci y Ryan, 1985) postularon la teoría de la evaluación cognitiva (CET) para explicar dichos resultados. Como una subteoría de la teoría de la autodeterminación, la CET explica que tanto el control como la competencia sustentan la motivación intrínseca y que la forma en que las recompensas extrínsecas influyen en la motivación depende de la interpretación del individuo. La motivación intrínseca aumenta si el individuo interpreta que las recompensas se relacionan con información positiva sobre sus propias competencias y autocontrol de los resultados; al contrario, si interpretan que los resultados indican un control externo, esto disminuye los sentimientos de autocontrol y competencia, lo que a su vez disminuye la motivación intrínseca. La teoría de la evaluación cognitiva también establece el contexto social como otra consecuencia de la motivación intrínseca. Las indicaciones sociales (social cues) pueden ejercer efectos tanto positivos como negativos en la motivación intrínseca, dependiendo de los mensajes que el contexto transmite sobre la autonomía y competencia de la persona. Las recompensas verbales, como la retroalimentación positiva y los elogios, se pueden experimentar como formas de control y, por ende, disminuir la motivación intrínseca; sin embargo, cuando las recompensas verbales son informativas, y no se experimentan como formas de control, pueden ejercer efectos positivos.
La teoría de la autodeterminación es una teoría general de la motivación en entornos laborales que mantiene los pronósticos de la teoría de la evaluación cognitiva, pero reconoce las limitaciones; por ejemplo, la teoría de la evaluación cognitiva no logra reconocer aquellas condiciones organizacionales donde los pronósticos no aplican o son menos relevantes en entornos del mundo real. La teoría diferencia varios tipos de estados motivacionales, distingue las condiciones organizacionales donde las recompensas extrínsecas son más efectivas que las intrínsecas, examina las diferencias individuales en la orientación hacia una motivación intrínseca contra una extrínseca y discute el comportamiento directivo que puede mejorar la motivación intrínseca. Los hallazgos del estudio de Deci et al. (1989) apoyan la teoría de la autodeterminación como una aproximación a la motivación laboral, dado que muestran cómo los directores pueden influir en las actitudes laborales de sus empleados. El estudio determinó que el apoyo a la autonomía por parte de los directivos (que incluía dar opciones, entregar información relevante de manera no jerárquica, reconocer la opinión de los subordinados y cultivar la iniciativa) generaba actitudes laborales más positivas, como un mayor nivel de satisfacción laboral y una mayor confianza en la administración de la empresa.

## Controversia
El efecto de sobrejustificación es polémico porque desafía los hallazgos previos en psicología sobre la efectividad general del reforzamiento de un comportamiento y, además, critica la práctica generalizada de utilizar incentivos en las salas de clases. Estos hallazgos no logran dar cuenta de las situaciones en que la naturaleza de las actividades difiere; por ejemplo, en aquellos casos donde el nivel inicial de interés intrínseco en la actividad es muy bajo, la integración de elementos extrínsecos podría ser esencial para producir un involucramiento. Estas conclusiones se desafiaron mediante metaanálisis separados, que arrojaron que las recompensas tangibles entregadas por superar a otros y por realizar tareas aburridas (donde la motivación intrínseca es baja) aumentaban la motivación intrínseca. Además, estos análisis planteaban que los efectos nocivos de las recompensas en la motivación solo ocurren en un conjunto específico y limitado de condiciones, que se pueden evitar fácilmente. Este conjunto de análisis incluyó tareas de gran interés y de bajo interés, mientras que los metaanálisis originales de Deci y sus colegas (1999) limitaban el análisis a tareas en que los participantes inicialmente tenían un gran interés. De hecho, un metaanálisis realizado en 2001 mostró que las recompensas pueden aumentar la motivación intrínseca en tareas que inicialmente presentan escaso interés intrínseco.

Además, según Eisenberger y Cameron, las críticas al estudio de Deci (1971) y los supuestos efectos negativos de las recompensas extrínsecas en el interés por las tareas no consideran que las condiciones creadas en un ambiente de laboratorio (responsables de dichos efectos) no son un fiel reflejo de las situaciones que ocurren en el mundo real. Por ejemplo, en el estudio de Deci, el incentivo se entregaba en una sesión y luego se quitaba de forma arbitraria a la siguiente, y dicho incentivo no existe en el mundo real. Además, el interés intrínseco reducido observado en los sujetos se podría explicar por una reacción negativa cuando se acaba la recompensa.
Eisenberger y sus colegas también afirmaron que la validez de la medición dependiente es muy cuestionable en el estudio de Deci. Se demostró que los resultados de laboratorio eran mucho menos significativos cuando se utilizaba la cantidad de tiempo libre dedicado a la tarea como medición dependiente, a diferencia del uso de autoevaluaciones para estas mediciones. El estudio de Deci da una ponderación mucho menor a las autoevaluaciones, a pesar de que este tipo de evaluación sobre el nivel de motivación interna del sujeto parece ser una medición más directa del estado psicológico de interés.
Numerosas investigaciones también han demostrado que las recompensas tienden a intensificar los sentimientos de competencia y autonomía y altos estándares. La presión y la competitividad son capaces de aumentar estos efectos. Por ejemplo, los empleados consideran que los incentivos de ganancia son una herramienta positiva de control de administración y no negativa. Estos hallazgos se oponen al mecanismo psicológico sobre los efectos que Deci y sus colegas declaraban en el pasado. Además en los últimos 30 años, algunas revisiones académicas destacadas han confirmado que los incentivos monetarios aumentan significativamente el rendimiento.
Además, algunas actividades requieren un nivel significativo de habilidad o compromiso antes de que sean atractivas para el individuo; en tales casos, los incentivos externos pueden ser útiles para que los individuos alcancen el nivel deseado. Los programas de la economía de fichas representan un ejemplo donde hay evidencia que muestra que tales programas han implementado exitosamente recompensas extrínsecas para aumentar el interés en una amplia gama de actividades.
Los efectos también varían según los diferentes grupos etarios. Según Deci et al. (1999), los efectos negativos que las dependencias extrínsecas tienen en la motivación intrínseca parecen ser más graves en los niños que en los estudiantes universitarios. Una explicación posible es que los estudiantes universitarios tienen una mayor capacidad cognitiva, que les permite separar de mejor forma los elementos de información y de control de las recompensas. Por consiguiente, ellos son capaces de interpretar las recompensas como indicadores de rendimiento efectivo (y no como un elemento de control de su comportamiento), que les permite establecer una orientación basada en el objetivo. Entonces, se puede suponer que estas diferencias son mucho más importantes entre niños y trabajadores.
Una refutación defendió los hallazgos originales, concluyendo que este análisis de Cameron (2001) era defectuoso y que la inclusión de tareas aburridas en el análisis de los posibles efectos de sobrejustificación no tenían mucho sentido teórico ni práctico. Esta refutación argumentaba que la teoría cognitiva de la evaluación es la estructura más consistente para explicar los efectos de las recompensas en la motivación intrínseca. Numerosos artículos de investigación han apoyado la teoría.

## Aplicaciones

### Educación
Los hallazgos del estudio de Lepper et al. (1973) sugieren que ofrecer estas recompensas extrínsecas presenta problemas importantes en el sistema educativo, ya que impide mantener el interés intrínseco en el aprendizaje y la exploración que los niños parecen tener durante la etapa inicial de la escuela. Esto también tiene numerosas repercusiones en el sistema educativo, ya que parece perjudicar el interés espontáneo que el niño tiene en el propio proceso de aprendizaje y, en vez de esto, fomenta una motivación basada en recompensas extrínsecas. Las investigaciones en esta área sugieren que los padres y educadores deberían enfocarse en la motivación intrínseca y resguardar los sentimientos de autonomía y competencia tanto como sea posible. Cuando la tarea no es atractiva y la motivación intrínseca es insuficiente (por ejemplo, tareas domésticas), las recompensas extrínsecas son útiles para fomentar un comportamiento.
Los programas escolares que entregan dinero o premios por leer libros han recibido críticas por la posible disminución de motivación intrínseca que producen debido a la sobrejustificación. Aun así, un estudio del programa de Pizza Hut , Book it!, determinó que la participación en el programa no aumentaba ni disminuía la motivación por la lectura. A pesar de que motivar con premios a los alumnos a leer puede perjudicar su interés por la lectura, también podría promover las habilidades de lectura necesarias para su desarrollo.

### Lugar de trabajo
La teoría de la evaluación cognitiva predice además los diferentes tipos de recompensa que ejercerán diferentes efectos. Según la teoría, las recompensas no dependientes de tareas, como beneficios que se basan en elementos que no incluyen el rendimiento (por ejemplo, un trabajo que no consiste en ninguna información relacionada con la autonomía y competencia), no presentarán efectos en la motivación intrínseca. Por otra parte, las recompensas dependientes de tarea, como el salario que se entrega por realizar o completar una tarea, se experimentará como un elemento de control y, por ende, tendrá un impacto negativo en la motivación intrínseca. El estudio realizado por Deckop y Cirka (2000) estableció que la creación de programas de pago por mérito en una organización sin ánimo de lucro produjo una disminución de los sentimientos de autonomía y motivación intrínseca, lo que indica que las recompensas pueden socavar la motivación intrínseca en entornos laborales.
Las recompensas dependientes del desempeño, como los incentivos monetarios que se entregan por un buen rendimiento o cuando se cumplen ciertos estándares, se experimentarán como elementos de alto control y, por ende, disminuirán la motivación intrínseca. El estudio de Shirom, Westman y  Melamed (1999) determinó que los planes de pago por rendimiento provocaban un menor bienestar en los trabajadores de cuello azul, y esto era particularmente evidente en quienes sentían que sus trabajos eran monótonos. Sin embargo, en algunos casos, cuando la recompensa también expresaba información sobre la competencia, se reducía el efecto negativo.

### Ludificación
El término ludificación se refiere a la aplicación de elementos del diseño de juegos en entornos no lúdicos para impulsar la participación, a menudo para promover un mayor compromiso con el entorno no lúdico mediante recompensas simbólicas, como puntos, medallas o dinero virtual. Sin embargo, numerosos académicos y otros críticos han planteado ciertas preocupaciones, ya que estas recompensas podrían ser contraproducentes debido al efecto de sobrejustificación. Derivadas directamente de la teoría de la autodeterminación, estas críticas a la ludificación alertan que los entornos ludificados (como foursquare) podrían generar la expectativa de recompensas en actividades que no se encuentran en las tres necesidades innatas de la teoría de la autodeterminación para la motivación intrínseca (relación, autonomía y competencia) y, por ende, podrían reducir el interés intrínseco en aquellas actividades.
En estos casos, el efecto de sobrejustificación no se produce si la recompensa es inesperada y de poco valor, funcionando en este caso como un refuerzo positivo por haber completado la tarea lúdica, sin llegar a producir una motivación extrínseca.

### Externalización abierta de tareas(Crowdsourcing)
Los sitios web que dependen del contenido generado por el usuario a veces ofrecen recompensas monetarias por las contribuciones; sin embargo, dichos incentivos podrían causar que las contribuciones sucumban ante el efecto de sobrejustificación y que los usuarios dejen de contribuir. Por ejemplo, la plataforma Amazon Mechanical Turk permite que el creador de una tarea ofrezca una recompensa monetaria, pero una encuesta a 431 participantes arrojó que sus motivaciones intrínsecas eran más fuertes que el deseo de recibir las exiguas compensaciones monetarias. El efecto de sobrejustificación también se consideró en un estudio sobre cómo maximizar las contribuciones al externalizar abiertamente las tareas de esfuerzos creativos.

### Voluntariado
La evidencia empírica muestra que las recompensas monetarias esperadas "desplazan" la motivación intrínseca, a pesar de que el volumen de la recompensa monetaria simultáneamente genera motivación extrínseca. Si el volumen de la recompensa monetaria no es suficiente para compensar la pérdida de motivación intrínseca, el compromiso general puede decaer. Los datos de una encuesta revelaron que los pagos monetarios bajos redujeron la horas de voluntariado de ciudadanos suizos, y que las recompensas financieras promedio que recibieron estos voluntarios causaron una disminución del trabajo en comparación con aquellos voluntarios que no recibían pago alguno.

### Deportes
El efecto de sobrejustificación también se ha vinculado a los deportes profesionales. El rendimiento de numerosos atletas ha disminuido después de firmar lucrativos contratos multimillonarios. Entre los atletas profesionales reconocidos, cuyos rendimientos han disminuido después de un gran contrato, se encuentran: Álex Rodríguez (MLB), Albert Pujol (MLB), Wayne Rooney (Premier League) y Albert Haynesworth (NFL).

## Lectura complementaria
- Deci, E.L. (1995). Why we do what we do: The dynamics of personal autonomy. New York: G. P. Putnam's Sons.
- Kohn, A. (2005). Unconditional parenting: Moving from rewards and punishments to love and reason. New York: Atria Books.
- Pink, D.H. (2009). Drive: The surprising truth about what motivates us. Riverhead.

- Datos: Q389385